# Каменоломненское городское поселение
Каменоло́мненское городско́е поселе́ние — городское поселение в составе Октябрьского района Ростовской области России.

## Административное устройство
В состав Каменоломненского городского поселения входит 1 населенный пункт:
- рабочий посёлок Каменоломни

## Население
| 2009    | 2010    | 2012    | 2013    | 2014    | 2015    | 2016    |
| ------- | ------- | ------- | ------- | ------- | ------- | ------- |
| 10 729  | ↗11 247 | ↘11 063 | ↘10 981 | ↘10 843 | ↘10 716 | ↘10 639 |
| 2017    | 2018    | 2019    | 2020    | 2021    |         |         |
| ↘10 514 | ↘10 441 | ↘10 323 | ↘10 322 | ↗12 327 |         |         |